# تلمبة سيدي خان سعيدي
تلمبة سيدي خان سعيدي (بالإنجليزية: Tolombeh-ye Seyyedi Khan Saidi)‏ هي منطقة سكنية تقع في فارس في إيران. يقدر عدد سكانها بـ 9 نسمة .